# 埃默洛爾德

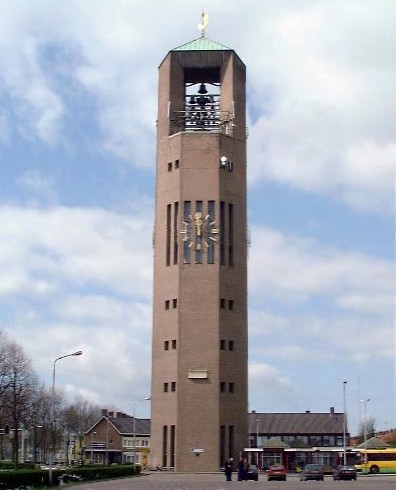

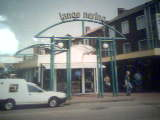

埃默洛爾德（荷兰语：Emmeloord）是荷蘭的城市，位於該國北部，由弗萊福蘭省負責管轄，始建於1943年，鎮上有市政廳、圖書館和醫院，是诺德奥斯特波尔德的行政中心，2012年人口25,602。

## 外部連結
- http://www.emmeloord.info/ （页面存档备份，存于） (Dutch)
- http://www.noordoostpolder.nl/（页面存档备份，存于） (Dutch)

52°42′35″N 5°45′3″E / 52.70972°N 5.75083°E